# Epropetes metallica
Epropetes metallica är en skalbaggsart som beskrevs av Martins 1975. Epropetes metallica ingår i släktet Epropetes och familjen långhorningar. Inga underarter finns listade i Catalogue of Life.